# Неттесгейм, Мартин
Мартин Неттесгейм (нем. Martin Nettesheim; род. 17 апреля 1964, Штутгарт) — немецкий юрист, специалист в областях европейского права, международного права и немецкого конституционного права.

## Биография
Неттесгейм учился во Фрайбургском университете и в Свободном университете Берлина на факультете права и экономики с 1983 по 1987 год. В 1993 году получил степень доктора в Мичиганском университете в Анн Арборе. С 1994 по 1999 год Мартин Неттесхгейм был научным сотрудником в Институте международного и европейского права в Свободном университете Берлина, также работал лектором в Потсдамском университете по европейскому праву. В 1999 году он был назначен на кафедру конституционного и административного права, европейского и международного прав в университете Тюбинген, сменив профессора Оппермана. При университете Мартин Неттесгейм возглавил Центр международного экономического права (TURCIEL). Неттенсгейм был приглашенным преподавателем в университете Беркли, Маями, Нанкинском университете в Китае и в университете европейского и международного бизнес-права в Киото. В период с 2003 по 2005 год был назначен деканом юридического факультета в Тюбингенском университете.

## Научная деятельность
Области его научной деятельности и публикаций:
- Государственное право
- Защита основных прав
- Конституционные вопросы европейского права
- Европейское и международное права